# Muestreo de bola de nieve
En sociología, estadística, análisis de redes sociales e investigación cuantitativa, el muestreo de bola de nieve, también conocido como muestreo en cadena, muestreo de referencia en cadena o muestreo de referencia, es una técnica de muestreo no probabilística en la cual un conjunto reducido de sujetos de estudio reclutan a futuros sujetos de entre sus conocidos. De este modo la muestra estadística crece de acuerdo a un efecto bola de nieve o efecto dominó. Fue definida por L. A. Goodman en 1961.
Esta técnica se utiliza normalmente cuando la población está oculta o tiene límites difusos. Por contra, las muestras obtenidas con este método están sujetas a numerosos sesgos muestrales. Sin embargo, existe una variación de este método, denominado muestreo impulsado por los encuestados, que permite bajo ciertas condiciones realizar asintóticamente estimaciones sin sesgos.